# Prasangika
Prasangika is een sub-school van de Madhyamaka, een stroming binnen het Mahayana-boeddhisme, die de methode van het 'logische gevolg' behelst. Deze methode die in Sanskriet Prasanga (logische argumentatie) genoemd wordt, is volgens zijn volgers de enige geldige methode om de aard van de 'twee waarheden' (Two Truths) in een debat aan de tegenstander te demonstreren.
Volgens Tenzin Gyatso (dalai lama) is de Madhyamaka-Prasangika de meest ontwikkelde school, 'met de meest volwaardige filosofische standpunten.'

## Historie
De Prasangika-school heeft het Tibetaans boeddhisme sinds de 'tweede splitsing' gedomineerd. De meeste teksten en werken die nog bestaan zijn alleen beschikbaar in een Tibetaanse vertaling.
Buddhapalita, een Shantarakshita-student, was een van de eerste Madhyamaka-meesters die logische
argumentie in zijn onderwijs opnam, echter wel in beperkte mate. Hoewel de eer van het oprichten van de Prasangika-school aan Candrakirti wordt toegeschreven, was het eigenlijk Buddhapalita die als eerste de methode van logische argumentatie introduceerde om een debat van een tegenstander te winnen.
Het gebruik van logische argumentatie in debat (prasanga) is karakteristiek voor de Pasangika-school van het Madhyamaka-boeddhisme.

## Het Svatantrika Debat
Die invalshoek van de Prasangika ontwikkelde zich in de afzetting tegen de Svatantrika-school. Die school, opgericht door Bhavaviveka, had veel kritiek op het vroege werk van Buddhapalita. Candrakirti's reactie op die kritiek vormde de basis voor de oprichting van de Prasangika-doctrine.
Het Prasangika-Svatantrikadebat behelsde zowel een technische component alsmede een set van metafysische gevolgtrekkingen. De onenigheid tussen de twee scholen draaide om de rol van 'prasanga' in formele debatten. Waar de Prasangika de enige geldige methode vonden om de 'twee waarheden' aan niet-verlichte mensen uit te leggen, vonden de Svatantrika dat een boeddhistische logicus niet alleen de 'prasanga' moet gebruiken, maar ook met een concrete eigen these of stelling moet komen.
Het verwerpen van de Svatrantrika-traditie door de Prasangika was gebaseerd op het geloof dat iedere boeddhist die een positieve blik heeft op de conventionele wereld in een illusie leeft. De Svantantrika verweerden zich door te stellen dat er verschillende bestaansniveaus waren en dat daarom een conventioneel voorwerp op zichzelf kan bestaan, zonder oervorm, inherent kan bestaan, maar dat het nog steeds niet absoluut bestaat.